# Переходный возраст
Переходный возраст — психологически сложный для подростков переход из детства во взрослую жизнь. В разных странах, в зависимости от культурного и религиозного наследия, годы переходного возраста определяются по-своему. Такой переход может осуществляться как простая юридическая формальность (возраст получения паспорта, совершеннолетие), так и сопровождаться религиозными ритуалами. Этот возраст ассоциируется с наступлением половой зрелости, юридической ответственности за свои поступки, получением прав, которыми обладает в обществе взрослый человек (к примеру, права на вождение автотранспорта, право голоса на выборах, разрешение на заключение брака и т. д.). В разных странах и религиях этот возраст определяют по-своему: в 14 лет, 16, 18, 21. С психологической точки зрения, время наступления переходного возраста индивидуально.
С психологической точки зрения, переходный возраст проявляется у подростков в стремлении к независимости в поведении, стремлении найти своё место в обществе (позиционировать себя), иногда — переиначить своё окружение под свои вкусы. Это является первопричиной возникновения молодёжных субкультур. К примеру, субкультура модов возникла в Англии потому, что подростки протестовали против того, чтобы носить такие же серые плащи, как их родители, которым около 40 лет, и слушать такую же музыку — начались поиски более молодёжного стиля в одежде и более энергичного стиля музыки, которым был рокабилли, ранний этап развития рок-музыки. Дальнейшие молодёжные субкультуры создавали ещё более дерзкий и оригинальный стиль одежды и ассоциировали себя с модными в их среде стилями музыки, проявляя всё больший нон-конформизм в поисках себя и своём позиционировании в молодёжном обществе.
Также в переходном возрасте у подростков появляются политические воззрения (для таких большинство политических партий создают «молодёжное крыло») и необходимость их выразить — поэтому часто можно увидеть подростков на политических митингах (вплоть до стычек, где они проявляют себя как самые активные участники) или занимающихся политической агитацией. Притом политические воззрения подростков могут как совпадать с симпатиями их родителей, так и не совпадать с ними, что зачастую приводит к ссорам в семье. Часто в политических, общественных и религиозных взглядах проявляется юношеский максимализм.
С родительской точки зрения переходный возраст является тревожным периодом, сопряжённым с агрессивным и зачастую неконтролируемым поведением подростка (в большинстве, родители нервничают из-за самого факта потери контроля над своим ребёнком, а не из-за конкретных недопустимых поведенческих проявлений), началом его половой жизни, его желанием к самостоятельному принятию решений и отрицанию того, что для него психологически дискомфортно. Бунтарское поведение иногда выливается в акты хулиганства, сопряжённые с употреблением алкоголя или наркотиков — в стремлении выработать собственный (а не продиктованный родителями или обществом) взгляд на вещи, подросток старается «попробовать всё», что зачастую приводит к тяжёлым последствиям. Также для переходного возраста характерны романтические отношения, которые, в случае неблагоприятного исхода, являются причиной многих подростковых самоубийств (среди других причин — неудача при позиционировании себя в обществе, «травля» сверстниками и т. д.).
Таким образом, в целом переходный возраст является едва ли не самым драматичным периодом в биографии каждого человека, наряду с кризисом среднего возраста или выходом на пенсию, воспринимаемый как «период дожития».